# Дона (патрициански род)
Вижте пояснителната страница за други значения на Дона.
Дона (на италиански: Donà или Donato) е патрицианска фамилия от Венеция, Италия. Разделя се на два клона, като според семейното древно предание и двата произхождат от общ основател, въпреки че единият клон идва във Венеция от Алтино през 790 г., а другият от Романя през 912 г. Всеки от двата клона е с различен герб – единият е в синьо и златно, а другият е с три червени рози.
Сред представителите на рода има трима дожове на Венеция, прелати, генерали, патриарх.

## По-известни представители на фамилията
- Франческо Донато – 79–ти дож на Венеция, управлявал от 1545 до 1553 г.;
- Леонардо Донато – 90–ти дож на Венеция, управлявал от 1606 до 1612 г.;
- Николо Донато – 93–ти дож на Венеция, управлявал през 1618 г.;

## Някои от дворците на фамилията
- Дворецът Дона дела Треза във Венеция
- Дворецът Дона на площад „Санта Мария Формоза“ във Венеция
- Дворецът Дона във Фосалта в провинция Падуа, днес разрушен